# Meilenstein (Steutz)

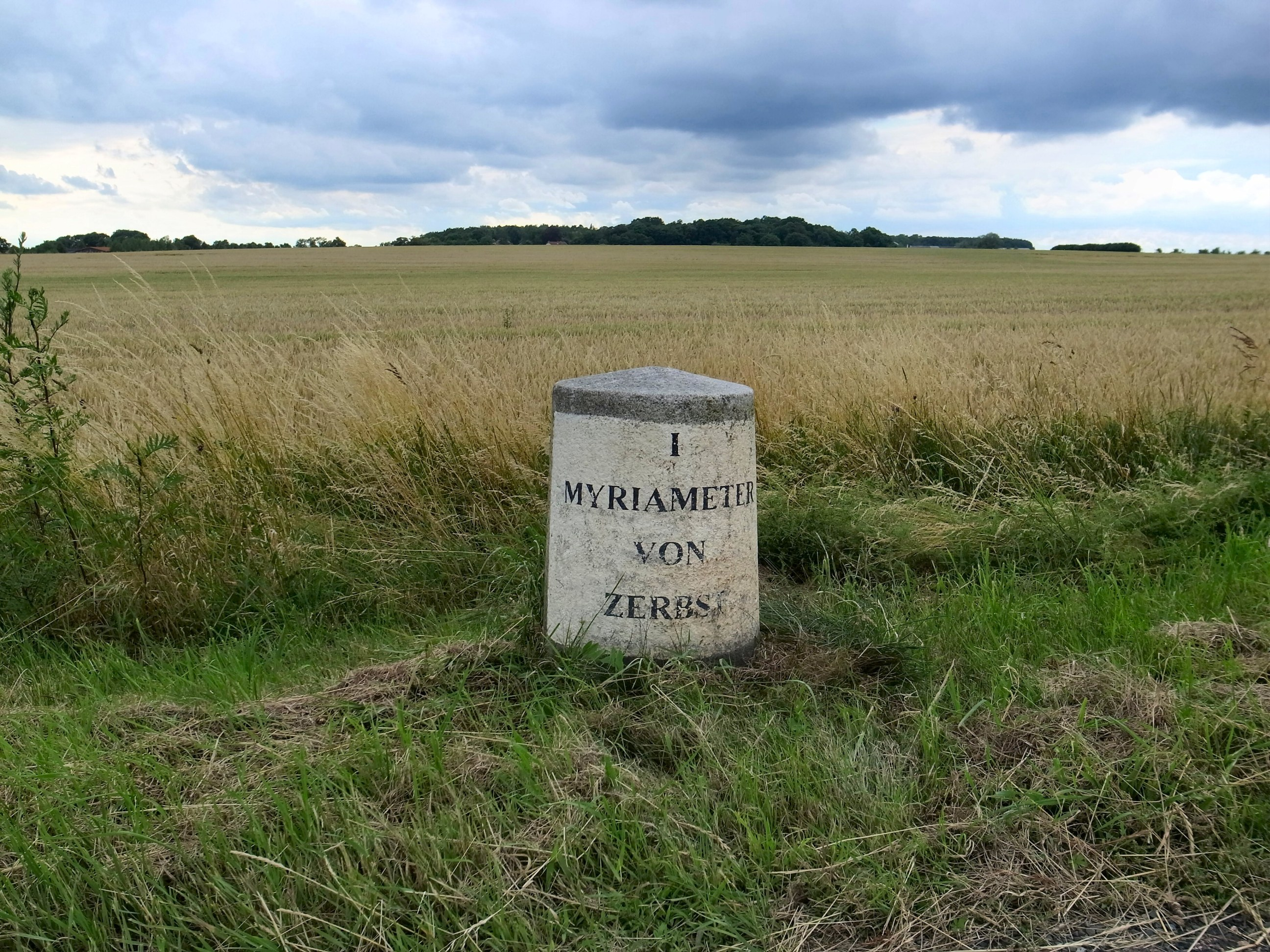
Meilenstein bei Steutz

Der Meilenstein bei Steutz ist ein Kleindenkmal in der Stadt Zerbst/Anhalt im Landkreis Anhalt-Bitterfeld in Sachsen-Anhalt. Er steht wie alle Meilensteine unter Denkmalschutz, ist aber im Denkmalverzeichnis nicht zu finden.

## Lage
Nördlich von Steutz an der westlichen Straßenseite der Bundesstraße 187a, die hier Aken (Elbe) mit Zerbst verbindet.

## Geschichte und Gestalt
An allen wichtigeren Straße Anhalts wurden in den frühen 1850er Jahren Meilensteine aufgestellt. Ihr Nullpunkt befand sich am Residenzschloss Dessau. Diese Steine standen in Abständen von 7532 Metern, da die anhaltische Meile der preußischen Meile entsprach. In den frühen 1870er Jahren musste Anhalt zweimal neu vermessen werden: Einmal für die Umstellung auf die neue Meile, die 7500 Metern entsprach, was nur geringe Verschiebungen nach sich zog, kurz darauf für die Umstellung auf Kilometer. Bei der zweiten Umstellung wurde offenbar regional unterschiedlich gehandelt. Zum einen kamen neue Nullpunkte wie Köthen oder Zerbst hinzu, zum anderen ließ man die Meilensteine teils auf den Positionen der ersten Umstellung (Horstdorf, Porst oder Quellendorf), teils kam es aber zu einer zweiten Verschiebung. 
In Anhalt-Zerbst hat man die Steine offenbar auf Myriameter-Positionen gebracht, sie standen nun also aller 10.000 Meter. Daher spricht man bei diesen Steinen auch von Myriametersteinen. Im strengeren Sinn sind dies aber nur Steine, die das Wort Myriameter auch tatsächlich als Aufschrift tragen. Dies wurde im Raum Zerbst bei einer Reihe von Steinen erst im Jahr 2000 umgesetzt. Bis dahin trugen sie normale Kilometerangaben. Die alte wie die neue Inschrift auf dem Granitstein wurde in schwarzer Schrift auf weißem Grund gestaltet. Im Fall von Steutz lautete sie 10 / KM / von Zerbst und seit dem Jahr 2000 I / Myriameter / von Zerbst. Exakt 10 Kilometer steht der Stein heute nicht mehr von seinem Nullpunkt, dem Zerbster Roland, entfernt. Vielleicht wurde er also später erneut verrückt oder aber der Straßenverlauf geändert.